# Municipio de Polk (condado de Bremer)
El municipio de Polk (en inglés: Polk Township) es un municipio ubicado en el condado de Bremer en el estado estadounidense de Iowa. En el año 2010 tenía una población de 922 habitantes y una densidad poblacional de 9,68 personas por km².

## Geografía
El municipio de Polk se encuentra ubicado en las coordenadas 42°52′7″N 92°29′36″O / 42.86861, -92.49333. Según la Oficina del Censo de los Estados Unidos, el municipio tiene una superficie total de 95.26 km², de la cual 94,21 km² corresponden a tierra firme y (1,1 %) 1,05 km² es agua.

## Demografía
Según el censo de 2010, había 922 personas residiendo en el municipio de Polk. La densidad de población era de 9,68 hab./km². De los 922 habitantes, el municipio de Polk estaba compuesto por el 98,48 % blancos, el 0,22 % eran afroamericanos, el 0,11 % eran amerindios, el 0,11 % eran isleños del Pacífico, el 0,11 % eran de otras razas y el 0,98 % eran de una mezcla de razas. Del total de la población el 0,33 % eran hispanos o latinos de cualquier raza.